# غاري غولدستون
غاري غولدستون (بالإنجليزية: Gary Goldstone)‏ هو لاعب كرة قدم جنوب أفريقي في مركز الدفاع، ولد في 22 يوليو 1976. لعب مع كايزر تشيفز ونادي أمازولو ونادي بلومفونتين سيلتيك.